# ジュエルスオーシャン
『ジュエルスオーシャン』は2004年3月19日にエスクードより発売された恋愛アドベンチャーゲーム。
本項では、PlayStation 2移植版にあたる『ジュエルスオーシャン Star of Sierra Leone』についても解説する。

## 作品概要
宝石と“からっぽ”をテーマにしたエスクードの10作目。
SLGパートとAVGパートがあり、SLGパートではジュエルガイストと呼ばれる魔物を召喚して戦い、AVGパートでは人間関係や登場人物の心の機微を描き、プレイヤーの感情移入度を高める物語が展開される。

## ストーリー
ある日、墜落するヘリコプターから、ジュエルガイストと呼ばれる魔物が宿る魔石が散らばり、心に「からっぽ」を抱えた5人の少女によって拾われた。そして彼女たちは強大な力を秘めた魔石「キングストーン」を巡る戦いにまきこまれていった。

## 登場キャラクター
葦原 武流（あしはら たける）
本作の主人公。「我がカルテル」と呼ばれる組織の一員。スター・オブ・シェラレオーネという魔石を用いて、黒竜王・シグルトバルムを召喚できる。
花月 洸 （かつき ひかる）
声：涼森ちさと
武流の居候先の家の娘。宝石商・KATSUKIジュエリー社長令嬢ながらも、しっかりとした性格の持ち主で、火事も勉強もできる。
魔石・キューピッドペドロスを偶然拾ったことにより、戦いに巻き込まれていった。
草壁 真珠 （くさかべ しんじゅ）
声：理多
洸の友達のメガネっ娘で、よくいじめられている。洸の強さにあこがれつつも複雑な思いを抱えている。
魔石・無銘の華を持つ。
琴代 キラ （ことしろ きら）
声：児玉さとみ
洸らの通う学園における不良たちのリーダーで、喧嘩も学問も強い。魔石・孔雀の泪を持つ。
武原 こはく （たけはら こはく）
声：比未子
心臓病で長期入院している少女。牛柄のパジャマがお気に入り。魔石・スカル・オブ・テノチティトランを持つ。
八坂野 るり （やさかの るり）
声：鳩野比奈
神社で巫女をしている女性で、浮世離れした性格をしている。魔石・オーガスジェムが心臓に刺さったことにより、さまざまな怪異に巻き込まれる。
ゴールドガルーダ
PS2版からの新規登場ガイスト。
翡翠
ジェムマスターの一人。魔石・スピナッチジェイドを用いて天翔鬼・ギガノフレイを召喚できる。
天原 すせり （あまはら すせり）
声：天天
ジェムマスターの一人で、キャッツアイ・ムーンストーンとキャッツアイ・ダイオプサイドという2つの魔石を用い、それぞれ月花鳥・白鳳と破邪鬼・絶影が召喚される。 上品な言葉遣いをしているが、凶暴かつ根に持ちやすい性格。また、冷静なようで、 幼い見た目に相応した子供っぽさを持つ。その一方、「お兄様」こと武流に対しては素直になる。
叢神 八尋
「我がカルテル」からの脱退者であるジェムマスター。かつては「鬼神」「ハイマスター」といった異名を持つほど組織の中では高い実力を誇り、人格者としても慕われていたが、ある時組織を裏切って複数の魔石を持ち出した。
黄泉 （よみ）
八尋とともに「我がカルテル」を抜けた美少女で、背中から白い翼が生えている。言葉を話すことはできないが、八尋以外の人間を殺すことに対して躊躇がない。
葦原 梅辰
八尋の部下で、武流とは養護施設時代からの顔なじみ。下品な言動が特徴。ジェムマスターとしての実力だけでなく、本人の身体能力も高いが、理性を失って周囲を傷つける発作を抱えている。
魔石・ジルコンロードを用いる。
オーギュスト・ラウル
「我がカルテル」の幹部で、武流とは親しい仲にある。武流に司令を伝達する役割を持っている。
武原 亮一(たけはら りょういち)
こはくの兄で、武流の同級生。洸に思いを寄せている。ラグビー部に所属しており、体力には自信がある。
マルグリート・ヴァランタン
フルブライト卿の分家であるヴァランタン家の令嬢であるジュエルマスターで、ベリルナイツのリーダー。武流に思いを寄せている。
オッペンハイマー卿
秘密組織「我がカルテル」の幹部。配下部隊にダイヤモンドナイツがある。
フルブライト卿
秘密組織「我がカルテル」の幹部で、オッペンハイマー卿とは対立関係にある。配下部隊にベリルナイツがある。
花月　入鹿
洸の父である、KATSUKIジュエリー社長で、八尋の協力者。

## 用語
ジュエルガイスト
人の願いや想いによって誕生した、人間を食らう存在だが、銀に弱い。
魔石
ジュエルガイストを封じた宝石。その人間が持つ運気を消費して願いをかなえることができる反面、運気が減るたびに使用者は不幸になり、運気がなくなると死に至る。また、魔石を使うことで、世界にほころびが生じ、魔石に封じられていないジュエルガイストが出現しやすくなる。
魔王クラスのジュエルガイストを封じた魔石はキングストーンと呼ばれる。
魔石はすべて「我がカルテル」が管理していた。
ジェムマスター
ジュエルガイストを使役する者。
緋赤眼
ジュエルガイストと人間の混血で、驚異的な身体能力を持つ一方、ジュエルガイスト同様銀に弱い。能力を覚醒させるとき、虹彩が赤くなるという特徴がある。

## スタッフ
- 原画：光姫満太郎
- シナリオ： 籐太

## 主題歌
「INNOCENT」
作曲:不知火つばさ / 作詞・歌:みるくくるみ（Riryka）